# Agualeguas
Agualeguas là một đô thị thuộc bang Nuevo León, México. Năm 2005, dân số của đô thị này là 3537 người.